# Spirostreptus pancratius
Spirostreptus pancratius är en mångfotingart som beskrevs av Carl Graf Attems 1914. Spirostreptus pancratius ingår i släktet Spirostreptus och familjen Spirostreptidae. Inga underarter finns listade i Catalogue of Life.